# 34862 Utkarshtandon
34862 Utkarshtandon è un asteroide della fascia principale. Scoperto nel 2001, presenta un'orbita caratterizzata da un semiasse maggiore pari a 2,9868397 au e da un'eccentricità di 0,1473398, inclinata di 5,44473° rispetto all'eclittica.